# تاندربولت راس
ژنرال تادئوس «تاندربولت» ای. راس (به انگلیسی: Thunderbolt Ross) که تحت عنوان رد هالک نیز شناخته می‌شود، یک شخصیت خیالی در کتاب‌های کامیک منتشر شده توسط مارول کامیکس است. راس به عنوان دشمن دیرینهٔ شخصیت ابرقهرمان هالک (دکتر بروس بنر)، افسر نیروهای مسلح ایالات متحده آمریکا، پدر بتی راس و پدر شوهر سابق گلن تالبوت به‌شمار می‌رود. او همچنین مسئول پروژه‌ای فوق محرمانه برای خلق یک نوع سلاح جدید دربرگیرنده پرتو گاما، تحت عنوان «بمب گاما» بود که بنر را تبدیل به هالک نمود. این شخصیت توسط نویسنده استن لی و طراح جک کربی خلق شده‌است که برای نخستین بار در شمارهٔ ۱ از مجموعه کمیک هالک شگفت‌انگیز (مه ۱۹۶۲) حضور پیدا کرد. در سال ۲۰۰۸، راس به منظور مبارزه با دشمنان خود تبدیل به هالک قرمز شد.
سام الیوت هنرپیشه آمریکایی نقش تاندربولت راس را در فیلم هالک (۲۰۰۳) ایفا کرده است و در دنیای سینمایی مارول نیز ویلیام هرت، نقش او را در فیلم‌های هالک شگفت‌انگیز (۲۰۰۸)، کاپیتان آمریکا: جنگ داخلی (۲۰۱۶) و بیوه سیاه (۲۰۲۱) بازی کرد؛ اما هریسون فورد  در کاپیتان آمریکا : دنیای شجاع جدید (۲۰۲۵) جایگزین هرت شد.